# Пыль ван Стокума
Пыль ван Стокума — простейшее известное точное решение уравнения Эйнштейна. Впервые выведено Корнелием Ланцошем в 1924 году. Независимо переоткрыто Виллемом ван Стокумом в 1937 году, в настоящее время рекомендуется называть это решение пылью Ланцоша – ван Стокума. 
Гравитационное поле в решении создается пылевыми частицами, вращающимися вокруг оси цилиндрической симметрии.
Плотность «пыли» увеличивается с удалением от оси вращения как:
{\displaystyle \mu ={\frac {a^{2}}{2\pi }}\exp(a^{2}r^{2})}
Данная модель не может описывать наблюдаемую нами Вселенную, но тем не менее остаётся весьма важной с иллюстративной точки зрения.